# Repubblica di Tamrash

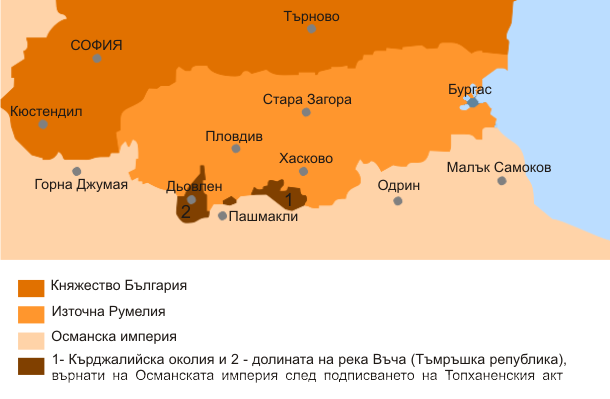
La Repubblica di Tămrăš, indicata nella mappa con il numero 2.

La Repubblica di Tǎmrǎš o Repubblica pomacca (in bulgaro: Тъмръшка република, Помашка република, translitterato Tǎmrǎška republika, Pomaška republika) fu il tentativo separatista dei pomacchi (bulgari musulmani) della regione di Tămrăš dei Monti Rodopi centrali, all'indomani della costituzione da parte del Congresso di Berlino nel 1878 di due stati sul territorio dell'attuale Bulgaria: il Principato di Bulgaria e la Rumelia orientale. Questa entità politica che riuniva da 17 a 21 "villaggi ribelli" (in bulgaro: непокорните села, nepokornite sela) è esistita tra il 1879 e il 1886.

## Geografia
La repubblica separatista di Tǎmrǎš, il cui territorio si trova nel sud della Bulgaria, comprendeva parti delle valli di Vǎča e Čaja. Originariamente comprendeva 17 villaggi (fino a 21 nel 1880). Gli attuali villaggi erano nei seguenti territori: Beden, Bujnovo, Vodni pad, Gjovren, Grohotno, Devin, Žrebovo, Kesten, Kozari, Ljaskovo, Mihalkovo, Mugla, Osikovo, Petvar, Selca, Skobelevo, Stomanevo, Tešel, Trigrad, Cala, Čamla, Čurukovo, Jagodina e il villaggio di Tămrăš, che fu bruciato e distrutto nell'ottobre 1912 e che non è stato più ricostruito. Alcuni dei villaggi sopra elencati (ad esempio Čala, che si è sviluppato da Bujnovo) vennero stabiliti dopo la fine della repubblica. Secondo lo storico pomacco Stojan Rajčevski, intorno al 1885, circa 19.000 pomacchi vivevano nei villaggi separatisti, situati nella valle del Vaca e sulle alture sopra di essa.

## Storia
La Repubblica di Tămrăš era una comunità autonoma di villaggi pomacchi nota anche come "villaggi ribelli" nella regione di Tămrăš, oggi nel comune di Devin. Nacque all'indomani della guerra russo-turca del 1877-1878 dal febbraio al maggio 1878.
Nelle regioni pomacche dei monti Rodopi centrali scoppiò una rivolta con lo scopo di sfuggire al potere dei bulgari ortodossi e della Russia. Il termine "Repubblica" non va inteso in senso stretto, dal momento che l'ente di fatto non ha mai dichiarato ufficialmente alcuna indipendenza statale e non ha mai beneficiato del riconoscimento ai sensi del diritto internazionale pubblico. In diverse occasioni si svolsero dei negoziati volti a porre la Repubblica di Tămrăš sotto la sovranità della Rumelia orientale.

### Nascita
Nel 1879 il "villaggi ribelli" si rifiutarono di pagare le tasse al governo della Rumelia orientale e limitarono l'accesso alla regione di Tămrăš. Le ragioni di questo atteggiamento separatista erano complesse: il rifiuto del dominio del governo cristiano della Rumelia orientale; i timori di rappresaglie contro i pomacchi che parteciparono al massacro di Batak; la ripresa degli scontri armati (la regione era stata durante la guerra teatro di scontri tra i distaccamenti del capitano Petko vojvoda e le organizzazioni dei basci-buzuk); il rifiuto della pressione fiscale. Potrebbe aver avuto un ruolo anche un conflitto sulla distribuzione dei posti amministrativi locali.
Il leader della Repubblica, Ahmed aga Tămrăšlijata, il cui fratello aveva partecipato alla repressione da parte delle autorità ottomane della rivolta bulgara dell'aprile 1876, con l'appoggio degli abitanti del villaggio di Tămrăš, fu costretto a fuggire a sud prima dell'avanzata delle truppe russe nel 1878. Dopo il ritiro delle truppe russe dai monti Rodopi, l'agha e gli altri ufficiali del suo entourage tornarono al loro villaggio e mirarono a istituire una repubblica pomacca.

### Organizzazione
La comunità del villaggio era governata da un consiglio di tre membri eletti tra i notabili.
Ahmed Aga Tǎmrǎšlija istituì una tassa tre volte inferiore a quella della Rumelia orientale, che spinse nuovi villaggi ad aderire all'alleanza. All'inizio della repubblica, la comunità controllava 13 villaggi nella regione di Rupčos e 4 nella regione di Peštera. Nell'autunno del 1880 altri 4 villaggi nella regione di Peštera si unirono all'alleanza. Poco dopo, la repubblica inviò un ambasciatore a Plovdiv (capitale della Rumelia orientale) e introdusse i visti. Tuttavia nello stesso anno, durante una riunione dei rappresentanti della Repubblica, dell'Impero ottomano e della Rumelia orientale, fu concordato che i 4 nuovi membri sarebbero stati reintegrati all'interno della Rumelia orientale.

## Governo
L'assemblea che riunì più di 100 notabili a Trigrad durante l'estate del 1879 elesse il primo consiglio composto da tre membri. Decise che i villaggi non si sarebbero sottomessi a nessuno ma sarebbero stati governati da tale consiglio. Venne creata un'unità di gendarmeria composta da 20 uomini. Tuttavia, i notabili di ogni villaggio mantennero importanti poteri in materia di polizia, amministrazione e giustizia. La capitale fu prima Trigrad, poi Nastan (oggi nel distretto di Devin), Mihalkovo e altri villaggi più grandi.

## Cronologia
- 1880 - I notabili pomacchi accettarono il principio di un trasferimento di sovranità. Tuttavia alla fine si rifiutarono di cedere il potere e le loro armi per timore di essere attaccati dalle milizie patriottiche bulgare (komitati). In effetti i monti Rodopi non erano una regione ben protetta militarmente.
- Estate 1880 - I negoziatori dell'Impero ottomano, della Rumelia orientale e della Repubblica di Tămrăš accettarono che i 4 nuovi villaggi che aspiravano ad unirsi all'alleanza venissero restituiti alla Rumelia orientale.
- 1881 - L'Impero ottomano riconobbe il potere di Ahmed Aga Tǎmrǎšlijata e assegnò decorazioni ai notabili della repubblica, al fine di poter riscuotere le tasse.
- 1882 - La Rumelia orientale bloccò il processo di adesione della Repubblica di Tǎmrǎš.
- 1885 - Le truppe ottomane occuparono la repubblica.
- 1886 - In virtù della Convenzione di Tophane la Repubblica di Tămrăš fu integrata nel territorio dell'Impero ottomano.[3]